# 布里斯托爾島
59°02′S 026°31′W / 59.033°S 26.517°W

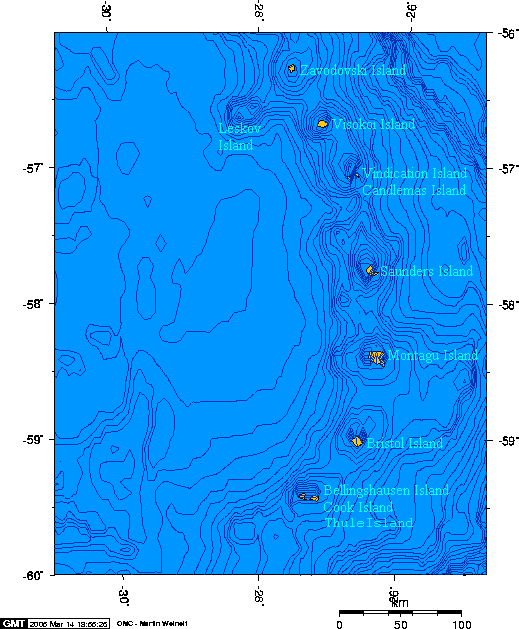

布里斯托爾島是大西洋的島嶼，位於蒙塔古島和圖勒島之間，屬於南桑威奇群岛的一部分，長10公里、寬9公里，面積46平方公里，海拔高度1,100米，島上無人居住。

## 外部連結
- Volcano.und.edu